# Any Road
Any Road (englisch für „Jede Straße“) ist ein Lied von George Harrison, das dieser 1996 aufnahm. Nach Harrisons Tod wurde Any Road 2002 fertiggestellt und auf dem Album Brainwashed veröffentlicht sowie 2003 als Single A-Seite ausgekoppelt.

## Hintergrund

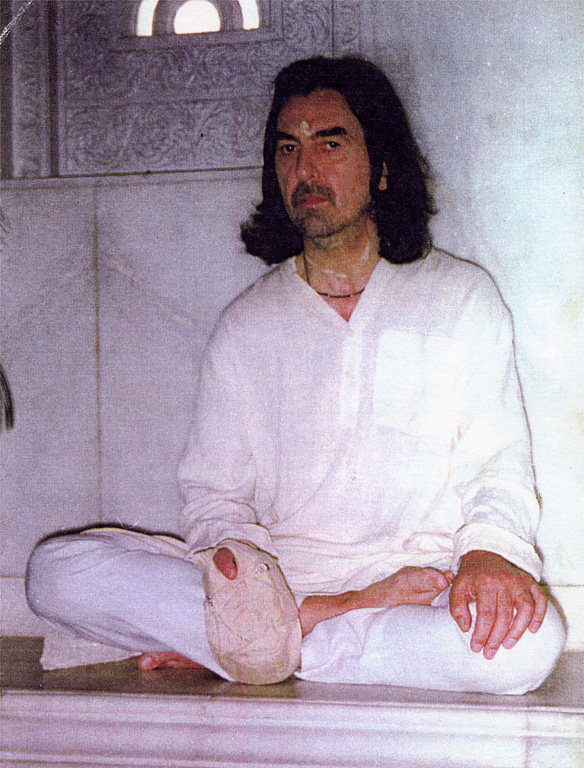
George Harrison, 1996

Any Road ist der Eröffnungssong von George Harrisons Album Brainwashed. George Harrison begann 1988 in Maui, Hawaii mit dem Schreiben des Liedes.
Harrison trat am 14. Mai 1997 für Promotionarbeiten des Ravi Shankar Albums Chants of India in dem Fernsehsender VH1 auf und sang Any Road als akustische Solo-Darbietung. Es war Harrisons letzter Fernsehauftritt vor seinem Tod.
Der Text von Any Road ist philosophisch und religiös, so lautet die letzte Strophe: „Aber, oh Herr, wir müssen kämpfen, mit den Gedanken im Kopf, mit der Dunkelheit und dem Licht. Es nützt nichts, stehen zu bleiben und zu starren. Und wenn du nicht weißt, wohin du gehst, wird dich jeder Weg dorthin führen.“
Die Singleauskopplung von Any Road im Jahr 2003 war George Harrisons letzte physikalische Singleveröffentlichung.(Stand März 2025)
Der Song wurde bei den Grammy Awards 2004 für den Best Male Pop Vocal Performance Award nominiert, verlor aber gegen Justin Timberlakes Cry Me a River.

## Aufnahme
Die ersten Aufnahmen für Any Road fanden wahrscheinlich im Juli/August 1996 während der Aufnahmen zu Ravi Shankars Album Chants of India in George Harrisons eigenem Friar Park Studio, Henley on Thames (F.P.S.H.O.T.), Oxfordshire statt. Nach George Harrisons Tod, stellten Jeff Lynne und Dhani Harrison das Lied in 2002 fertig. Ausführende Produzenten des Liedes waren George Harrison, Jeff Lynne und Dhani Harrison. Toningenieure waren John Etchells, Ryan Ulyate und Marc Mann. 
Besetzung:
- George Harrison: Gesang, E-Gitarre, Akustikgitarre, Ukulele
- Jeff Lynne: E-Bass, E-Gitarre, Klavier, Hintergrundgesang
- Dhani Harrison: E-Gitarre, Hintergrundgesang
- Jim Keltner: Schlagzeug

## Musikvideo
Zeitgleich mit der Veröffentlichung der Single wurde ein Musikvideo für Any Road veröffentlicht. Regisseure des Videos sind Simon Hilton und Pamela Esterson. Das Video zeigt Filmaufnahmen und Bilder von George Harrison aus seiner gesamten Karriere, von den Quarrymen, den Beatles bis zu seinen letzten Lebensjahr. Es enthält auch Clips aus Filmen und Fernsehen, in denen Harrison mitwirkte, darunter Yellow Submarine, Monty Python's Life of Brian, in dem Harrison als Mr. Papadopoulis auftritt, und die Simpsons-Episode Homer's Barbershop Quartet, in der Harrison eine Gastrolle spielte.

## Veröffentlichung
- Am 18. November 2002 wurde das Album Brainwashed veröffentlicht, auf dem sich Any Road befindet.
- Die Singleauskopplung Any Road / Marwa Blues (7″-Vinyl Single), Enhanced-CD-Single: Any Road / Marwa Blues / Any Road (Video) erschien am 12. Mai 2003 in Großbritannien, in den USA und Deutschland wurde die Single nicht veröffentlicht.[3]
- Am 12. Juni 2009 erschien das remasterte Harrison Kompilationsalbum Let It Roll: Songs by George Harrison auf dem sich ebenfalls Any Road befindet.

## Chartplatzierungen
Die Single konnte sich auf Platz 37 in Großbritannien in den offiziellen Charts platzieren.

## Coverversionen
Es gibt mindestens zwei Coverversionen von Any Road.
Butch Walker, US-amerikanischer Musiker u spielte "Any Road" während des George Fest Konzerts im Jahr 2014.